# Chilia Veche
Chilia Veche là một xã thuộc hạt Tulcea, România. Dân số thời điểm năm 2002 là 3652 người.